# 穆斯林世界

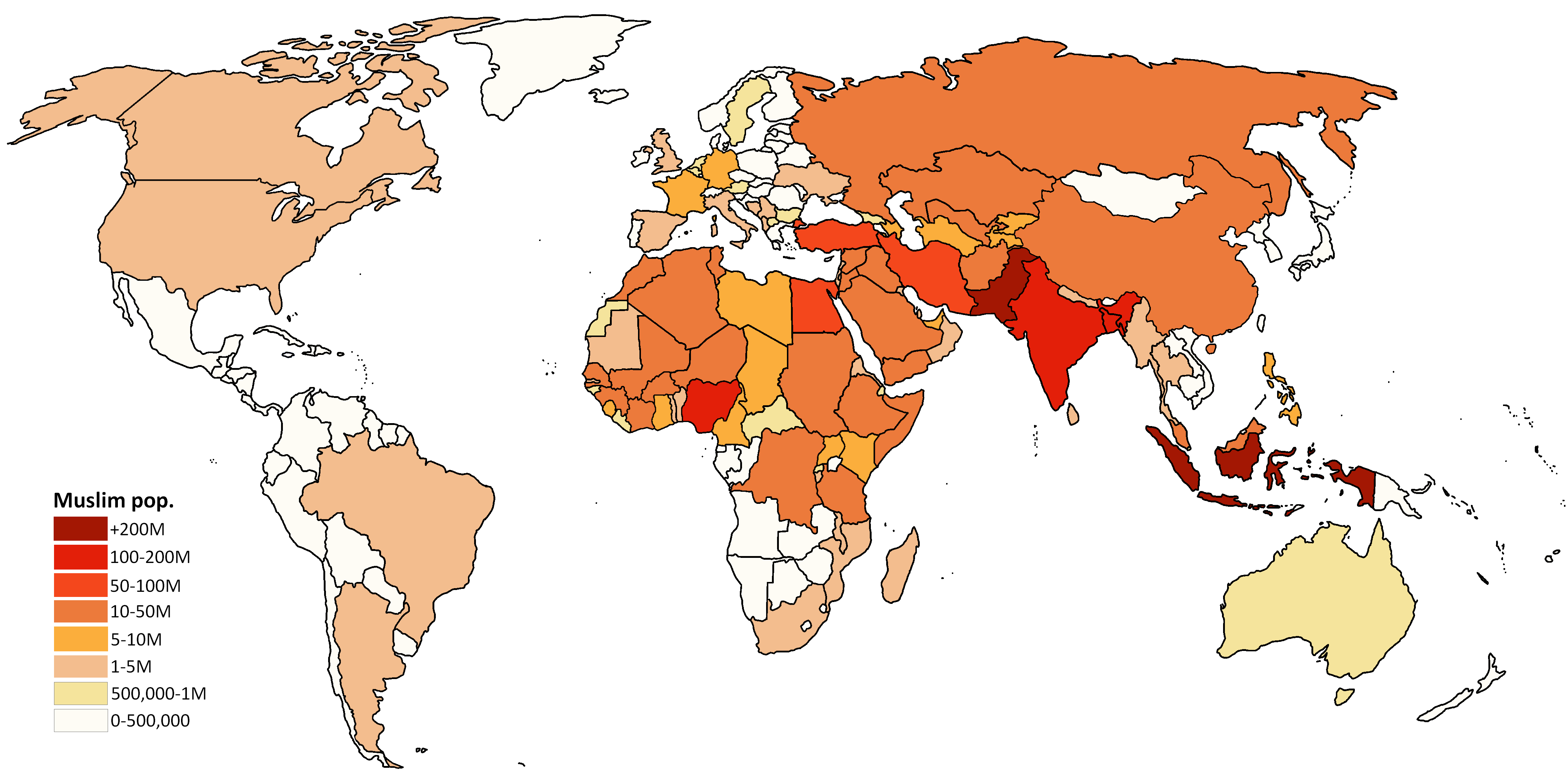
世界各國穆斯林人口數量圖

穆斯林世界有幾種含義。在文化意義上說，它指的是伊斯蘭文明，不包括生活在該文明的非穆斯林（齊米）。在現代的地緣政治意義上，該術語通常指以穆斯林佔多數的國家、地區或城鎮。穆斯林的人數超过16億人，大約佔人類的五分之一，分布在許多不同的國家和民族群體。在政治宗教意義上說，它是指那些堅持伊斯蘭教法的國家，伊斯兰国家的范围小于穆斯林世界。
伊斯蘭教強調穆斯林同胞的團結，雖然存在著好幾個派別（主要是什葉派和遜尼派）。在過去的泛伊斯蘭主義和民族主義的潮流已經影響了穆斯林世界的地位。民众多信仰伊斯兰教的地区也可视为伊斯兰文化圈，伴随着阿拉伯字母的广泛使用。
目前從各種來源的報告估計，世界人口中的穆斯林約16億，約佔2009年估計的世界人口68億的23％；62％在亞太地區，20％在中東和北非，15％在撒哈拉以南非洲，2％在歐洲及美洲。其区域主要包括：印度次大陆、中亚、北高加索、阿拉伯半岛、东南亚（泰南、马来西亚、印尼、及菲律宾棉兰老岛）、东南欧巴尔干半岛部分地区及非洲的部分地区。其中，在印尼、巴基斯坦、印度、孟加拉國、土耳其和埃及的穆斯林人口占了8亿多，超过了穆斯林总人口的50℅。
穆斯林世界语言有阿拉伯语、波斯语、豪萨语、土耳其语、普什图语、印地语、孟加拉语、泰卢固语、马拉雅拉姆语、泰米尔语、乌尔都语、其他印度语言、信德语、马来语、印尼语、菲律宾语、维吾尔语和其他世界语言。
除蒙古高原、戈壁沙漠和青藏高原外，亚欧大陆的沙漠地区均属穆斯林世界。全世界四分之三的穆斯林生活在干旱程度不等的气候干旱地方。
君主制的伊斯蘭國家可以分成哈里發國（Caliphate / Khilāfat）、蘇丹國（Sultanate / Sultānat）與埃米爾國（Emirate / Imārat）。哈里發（Caliph）是伊斯蘭世界宗教與世俗最高統治者的稱號，先知穆罕默德的繼承者，相當於皇帝或天子。蘇丹指的是擁有獨立主權的伊斯蘭統治者，但並不主張宗教領導權，相當於國王。埃米爾（Emir）則是指統治一個省份或地區的貴族、總督或軍事統帥，擁有一定程度的自治權，但仍從屬於宗主國，相當於親王或大公。不管是何種國體，在現代世界都是國際法保障主權獨立的國家。另外非君主制的伊斯蘭國家則通常稱作伊斯蘭共和國。

## 文化亚圈
- 阿拉伯伊斯兰文化（Arab-Islamic culture）：东起伊拉克、西至摩洛哥的西亚、北非。
- 波斯伊斯兰文化（Persian-Islamic）：西起伊朗和阿富汗、东至前苏联的塔吉克斯坦、阿塞拜疆。
- 突厥伊斯兰文化（Turki-Islamic）：东起中国新疆、西至土耳其。
- 南亚次大陆伊斯兰文化（Indian-Islamic）：南亚次大陆的巴基斯坦、印度、孟加拉国和斯里兰卡。
- 马来群岛伊斯兰文化（Malay-Islamic）：东南亚的印度尼西亚、马来西亚、文莱、菲律宾棉蘭老島以及泰南地區。
- 黑人伊斯兰文化（Black-Islamic）：撒哈拉以南非洲的斯瓦希里海岸和西非。
- 东亚伊斯兰文化（Sino-Islamic）：中国大陆伊斯兰教、台湾伊斯兰教、越南伊斯兰教、韩国伊斯兰教、日本伊斯蘭教。
- 西方伊斯兰文化（Western-Islamic）：欧洲、美洲和大洋洲地区。

世界各國穆斯林主要分布圖
逊尼派
什叶派
艾巴德派

## 穆斯林的主要分布国家
- 印度尼西亞 222,720,000 (87%)
- 巴基斯坦 212,000,000(96.4%)
- 印度 189,000,000 (14.6%)
- 149,283,000 (90%)
- 奈及利亞 140,000,000 (70%)
- 伊朗 74,819,000 (99.6%)
- 土耳其 74,660,000 (98.6%)
- 埃及 96,000,000 (95%)
- 阿尔及利亚 34,780,000 (98.2%)
- 摩洛哥 32,381,000 (99.9%)
- 伊拉克 31,108,000 (98.9%)
- 馬爾地夫 515,696 (100%)
- 苏丹 30,855,000 (97%)[2]
- 沙烏地阿拉伯 30,770,375[3] (99.9%)
- 阿富汗 29,047,000 (99.8%)
- 衣索比亞 55,000,000 (50%)
- 26,833,000 (96.5%)
- 葉門 24,023,000 (99.0%)
- 叙利亚 20,895,000 (92.8%)
- 马来西亚 17,139,000 (61.4%)
- 俄羅斯 16,379,000 (11.7%)
- 尼日尔 15,627,000 (99.3%)
- 菲律賓 5,000,000[4][5] or 11,000,000 [4] (5% or 11%)
- 10,864,733 (99.9%)

## 政府

### 宗教与国家

穆斯林占多数的国家分类由宗教宪法的作用。
回教國
国教
世俗国家
不清楚/没有声明

随着穆斯林世界接触世俗主义的理想，社会做出了不同的反应。一些穆斯林占多数的国家是世俗的。 在阿塞拜疆并入苏联之前，它在1918年至1920年间成为穆斯林世界的第一个世俗共和国。自穆斯塔法·凯末尔·阿塔图尔克改革以来，土耳其一直以世俗国家统治。相比之下，1979年伊朗革命则由阿亚图拉鲁霍拉·霍梅尼领导的伊斯兰共和国取代了君主制的半世俗政权。
一些国家已宣布伊斯兰教为官方国教。在那些国家，法律法规在很大程度上是世俗的。只有关于继承和婚姻个人地位问题由伊斯兰教法律（沙里亚法）管辖。

#### 伊斯兰国家
政治上的伊斯兰国家已将伊斯兰作为国家和宪法的意识形态基础。
- 阿富汗[12]
- 伊朗[13]
- 毛里塔尼亚[14]
- 巴基斯坦[15]
- 阿曼[16]
- 沙烏地阿拉伯[17]
- 葉門[18]

#### 国教
以下穆斯林占多数的民族国家仅认可伊斯兰教为其国教。
- 阿尔及利亚[19]
- 巴林[20]
- [21]
- [22]
- [23]
- 埃及[24]
- 伊拉克[25]
- 约旦[26]
- 科威特[27]
- 利比亞[28]
- 馬爾地夫[29]
- 马来西亚[30]
- 摩洛哥[31]
- 巴勒斯坦
- [32]
- [33]
- 突尼西亞[34]
- 阿联酋[35]
- 索馬利蘭（不被普遍承认）
- 撒拉威阿拉伯民主共和國[36]（不被普遍承认，西撒人阵本身属左翼武装）

#### 不清楚或没有声明
在这些中立国家中，关于宗教地位的宪法或官方公告不明确或未阐明。
- 印度尼西亞[37]
- 叙利亚[38]

#### 世俗国家
穆斯林世界中的世俗国家宣布公民/政府事务与宗教分开。
- 阿尔巴尼亚[39]
- [40]
- [41]
- 布吉納法索[42]
- [43]
- [44]
- 几内亚[45]
- [46]
- [47]
- 科索沃[48]
- [49]
- 黎巴嫩[50][51]
- [52]
- 尼日尔[53]
- 奈及利亞[54]
- 塞内加尔[55]
- [56]
- [57]
- 土耳其[58]
- [59]
- [60]